# Seven de la República 2012 (torneo femenino)
El torneo femenino del Seven de la República 2012 fue un torneo de rugby 7 para selecciones mayores absolutas de Sudamérica organizado por la Unión Argentina de Rugby y la Unión Entrerriana de Rugby. Este fue el primer campeonato femenino de carácter oficial en formar parte del Seven de la República, el tradicional torneo de fin de temporada jugado en la ciudad de Paraná, Entre Ríos. Se llevó a cabo el 1 y 2 de diciembre de 2012 en El Plumazo, sede del Club Atlético Estudiantes.
El rugby femenino había sido introducido en el Seven de la República por primera vez en el año 2010, con la selección argentina jugando partidos a modo de exhibición entre sus planteles titulares y suplentes. Esta edición fue la primera en tener carácter oficial, presentando seleccionados mayores de uniones nacionales y ofreciendo un formato de competencia definido, siendo precursor del Seven de la República Femenino, que tuvo su primera edición en 2016.
El torneo se disputó con un cuadrangular bajo el sistema de todos contra todos a una sola ronda, la victoria otorgando 2 puntos, el empate 1 y la derrota 0 puntos. El seleccionado argentino se quedó con el campeonato de forma invicta, ganando todos sus encuentros y recibiendo solamente dos tries en contra.

## Equipos participantes
Participaron las selecciones nacionales de cuatro uniones de Sudamérica:
| - Argentina | - Chile | - Paraguay | - Uruguay |

Originalmente, el cuadrangular iba a contar con la presencia de Chile, Uruguay y dos seleccionados locales (denominados UAR Blanca y UAR Celeste), pero la adición de la unión paraguaya al torneo principal permitió llevar a cabo un cuadrangular con cuatro equipos absolutos.

## Partidos
| Pos. | Equipos   | Partidos | Partidos | Partidos | Tantos | Tantos | Tantos | Pts. |
| Pos. | Equipos   | G        | E        | P        | PF     | PC     | DP     | Pts. |
| ---- | --------- | -------- | -------- | -------- | ------ | ------ | ------ | ---- |
| 1.°  | Argentina | 3        | 0        | 0        | 77     | 10     | +67    | 6    |
| 2.°  | Uruguay   | 2        | 0        | 1        | 61     | 19     | +42    | 4    |
| 3.°  | Chile     | 1        | 0        | 2        | 17     | 52     | -35    | 2    |
| 4.°  | Paraguay  | 0        | 0        | 3        | 10     | 84     | -74    | 0    |

| 1 de diciembre | Argentina | 17 - 5  | Chile | CA Estudiantes, Paraná |  |
|                |           | Reporte |       |                        |  |

| 1 de diciembre | Uruguay | 31 - 0  | Paraguay | CA Estudiantes, Paraná |  |
|                |         | Reporte |          |                        |  |

| 1 de diciembre | Argentina | 41 - 0  | Paraguay | CA Estudiantes, Paraná |  |
|                |           | Reporte |          |                        |  |

| 1 de diciembre | Uruguay | 25 - 0  | Chile | CA Estudiantes, Paraná |  |
|                |         | Reporte |       |                        |  |

| 2 de diciembre | Argentina | 19 - 5  | Uruguay | CA Estudiantes, Paraná |  |
|                |           | Reporte |         |                        |  |

| 2 de diciembre | Chile | 12 - 10 | Paraguay | CA Estudiantes, Paraná |  |
|                |       | Reporte |          |                        |  |

| Bandera de Argentina |
| Argentina Campeón    |
| Primer título        |